# Uroxys boneti
Uroxys boneti là một loài bọ cánh cứng trong họ Bọ hung (Scarabaeidae).